# Gheorghe Sârb
Gheorghe Sârb (n. 19 ianuarie 1955, com. Oșorhei, județul Bihor) este un politician român, membru al Parlamentului României. Gheorghe Sârb a fost ales deputat pe listele PSD, a devenit membru PD din septembrie 2006 și membru PDL după transformarea PD în PDL. În cadrul activității sale parlamentare, Gheorghe Sârb a fost membru în grupurile parlamentare de prietenie cu Republica Arabă Siriană, Ungaria, Republica Franceză-Adunarea Națională. 